# Bandera de Herm

Bandera de Herm. Proporciones 3:5.

La bandera de la Isla de Herm es un paño de color blanco en el que figura la Cruz de San Jorge (de color rojo, con sus brazos iguales). En el cantón de la bandera, delimitado por la Cruz de San Jorge, figuran los elementos del blasón de Herm: un fondo azul con una banda descendente de color amarillo o dorado y cargada con tres figuras de monje de color sable o negro. En cada división azul figura un delfín heráldico de color blanco.
Los tres monjes hacen referencia a la colonización de la isla por monjes benedictinos llegados desde Mont-Saint-Michel en el siglo XI y, posteriormente, por agustinos. El color azul simboliza el Canal de la Mancha y el amarillo o dorado la tierra de la isla. El escudo de Herm fue creado en 1953, lo diseño el clérigo Major P. Wood. 